# Чайка (фильм, 2018)
«Ча́йка» (англ. The Seagull) — американский художественный фильм-драма 2018 года режиссёра Майкла Майера по сценарию Стивена Карама, экранизация одноимённой пьесы А. П. Чехова. Премьерный показ состоялся 21 апреля 2018 года в рамках кинофестиваля «Трайбека». В широкий прокат фильм вышел 11 мая. Показ в России стартовал 15 марта 2019 года. Фильм собрал смешанные отзывы критиков.

## Сюжет
Сюжет фильма повторяет события пьесы А. П. Чехова «Чайка», однако начинается с четвёртого акта пьесы и представляет основные события фильма как флешбэк. Сюжет в статье написан по хронологии.
Действие разворачивается в Российской империи в начале XX века. Пожилая актриса Ирина Аркадина со своим любовником, успешным беллетристом Борисом Тригориным, приезжает погостить в имение, где живут её брат Пётр Сорин и сын Константин Треплев. Константин увлекается литературой и ставит для гостей пьесу, где в единственной роли Нина Заречная, молодая девушка из соседнего имения, в которую молодой человек влюблён. После премьеры Нина увлекается Тригориным, игнорируя признания Треплева. В результате Константин предпринимает неудачную попытку самоубийства. Тригорин отвечает Нине взаимностью и даже признаётся в своих чувствах Аркадиной, но та уговаривает его бросить девушку, однако он договаривается с Ниной о тайном свидании в Москве.
Спустя несколько лет Треплев рассказывает гостю имения Евгению Дорну, что Нина действительно сбежала к Тригорину, но тот вскоре разлюбил её и вернулся к Аркадиной. Карьера актрисы в Москве у неё не сложилась, и Нина возвращается в родной город, обещав в письме навестить Треплева. Когда она появляется, Константин вновь клянётся ей в любви, но Нина в очередной раз отвергает его. После её ухода Треплев кончает жизнь самоубийством.

## В ролях
| Актёр          | Роль               |
| -------------- | ------------------ |
| Аннетт Бенинг  | Ирина Аркадина     |
| Кори Столл     | Борис Тригорин     |
| Гленн Флешлер  | Илья Шамраев       |
| Билли Хоул     | Константин Треплев |
| Брайан Деннехи | Пётр Сорин         |
| Элизабет Мосс  | Маша               |
| Мэр Уиннингэм  | Полина Андреевна   |
| Джон Тенни     | Евгений Дорн       |
| Майкл Зеген    | Семён Медведенко   |
| Сирша Ронан    | Нина Заречная      |

Источник: IMDb.
| |  |  |  |  |  |
| Актёрский состав «Чайки» слева направо: Джон Тенни, Брайан Деннехи, Элизабет Мосс, Майкл Зеген, Аннетт Бенинг, Кори Столл и Сирша Ронан. |  |  |  |  |  |

## Съёмки и прокат
О съёмках фильма было объявлено в мае 2015 года. Режиссёром проекта выступил Майкл Майер, автором адаптированного сценария — Стивен Карам, оператором — Мэттью Дж. Лойд, дизайнером по костюмам — Энн Рот, художником-постановщиком — Джейн Маски. Продюсировали картину Лесли Урдэнг, Том Халс и Роберт Салерно. Основные съёмки стартовали 29 июня 2015 года, однако некоторые актёры ещё за год до съёмок собрались вместе, чтобы прочесть оригинальную пьесу по ролям. Съёмки проходили в округе Монро штата Нью-Йорк в отеле Arrow Park Lake And Lodge, где у каждого актёра вместо личного трейлера была раздевалка в одной из верхних комнат здания.
Премьерный показ «Чайки» прошёл 21 апреля 2018 года в рамках кинофестиваля «Трайбека». В широкий прокат фильм вышел 11 мая. Дистрибьютером выступила компания Sony Pictures Classics. Показ фильма в России стартовал 15 марта 2019 года. Всего в домашнем и международном прокате картина собрала 1,8 млн долларов.

## Отзывы
Фильм получил смешанные отзывы. На сайте Rotten Tomatoes у «Чайки» средний рейтинг 67 %, сделанный на основе 113 рецензий. Главной положительной чертой фильма критики отметили актёрскую игру собранного звёздного состава. Также положительно была отмечена динамичность происходящего на экране, в особенности благодаря операторской работе, несмотря на драматургический источник, полный диалогов. Рецензенты обращали внимание, что чеховские работы плохо переносятся на экран, и фильму сыграл на руку театральный опыт режиссёра. Журналист из Entertainment Weekly назвал фильм лучшей экранизацией Чехова. Другие критики сдержанно отнеслись к актёрской игре. Например, по мнению рецензента из The Observer, из-за большинства британских актёров на главных ролях и особенности их игры фильму не удалось показать русских персонажей. Также было высказано мнение, что оригинальная пьеса не подходит для формата кино, и адаптировать её не удалось. Старания режиссёра придать динамики фильму посредством операторской работы и изменения хронологии сюжета, чтобы разбавить неторопливый тон чеховского действия, также были признаны неудачными.